# WUKF
 (février 2010).
 (décembre 2009).
La WUKF ou World Union of Karate-do Federations (union mondiale des fédérations de karaté) est une organisation à but non lucratif, fondée par des associations (fédérations, institutions, etc.) consacrant leur activité à la pratique et au développement du karaté

## Historique
La WUKO ou World Union of Karate-do Organisations (union mondiale des organisations de karaté) est fondée en 1970. Cette appellation est abandonnée au début des années 1990, lors de son unification avec l'ITKF International Traditional Karate Federation (fédération internationale de karaté traditionnel) pour devenir la WKF ou World Karate Federation (fédération mondiale de karaté).
Mais la WUKO n'a jamais vraiment cessé d'exister. En 2005, un petit groupe de dirigeants internationaux lui redonne vie. L'utilisation de l'appellation « WUKO » posant problème pour des raisons juridiques, en 2008, la WUKO change de nom pour devenir la WUKF World Union of Karate-do Federations (union mondiale des fédérations de karaté).

## Comité directeur
Le président de la WUKF est Liviu Crisan (Roumanie) et le premier vice-président est Koos Burger (South Africa).

## Spécificités
Si les championnats internationaux de la WKF fonctionnent par nations, celles de la WUKF fonctionnent par fédérations. Plusieurs fédérations peuvent ainsi défendre les couleurs d'un même pays. En WUKF, il y a quatre participants par catégorie et par pays, alors qu'en WKF, il n'y a un seul participant. Les compétitions WUKF ont conservé les deux systèmes « historiques » du karaté de compétition, à savoir le « Sanbon shobu » et le « Ippon shobu ». Les compétiteurs combattent pieds nus, ceux de la WKF portent des chaussons de protection.
La WUKF compte actuellement 168 fédérations représentant 75 nations.

## Quelques fédérations nationales
En 2009/2010, la WUKF était représentée par :
M Bruno DUCHENE 6e Dan WUKF du GEKSF (groupe écoles de karaté Shotokan France )
M Jacky Detaille 5e Dan WUKF de AFKA, Champion du Monde de karaté WUKF Toutes Catégories chez les +de 40ans.
En France, la WUKF est représentée par WUKF France. Le 20 août 2020, des responsables et cadres techniques représentant différents sports de combats se sont réunis autour d’un projet commun : la « WUKF France ». La WUKF France s’est constituée en fédération sportive lors de son assemblée générale constitutive. Hervé Puveland est élu Président par les vingt-huit membres du conseil d'administration. Thierry Cousinié et Francisco Martinez sont élus vice-présidents, Michel Gaubard trésorier général, Hocine Kenouchi secrétaire général, Pascale Denante et Henri Giordano chargés de mission. La WUKF France est désormais représentée par un président de ligue dans toutes les régions françaises, y compris les DROM-COM. De plus amples informations sont disponibles sur le site de la WUKF France (https://wukffrance.com) La WUKF France est affiliée à la EUKF (la fédération européenne) et à la WUKF (la fédération mondiale).
En Belgique, la WUKF est représentée par la LFKB (Ligue Francophone de Karaté de Belgique). Le Président actuel est Michel Lelièvre (4e Dan WUKF).
Au Brésil, la WUKF est représentée par la CBKI (Confederaçao Brasileira de Karate Interstilos). Le Président actuel est Osvaldo Messias de Oliveira (8e Dan WUKF).
En Roumanie, la WUKF est représentée par la FRK (Federatia romana de karate). Son Président est Liviu Crisan (6e Dan WUKF).